# Поща на Суверенния Малтийски орден
Поща на Суверенния Малтийски орден (на латински: Vehicularis Deus Ordinis Melita или на италиански: Sovrano militate ordine di Malta) – куриерска и пощенска служба, обслужваща нуждите на Малтийския орден. Издава собствени марки.
Куриерската и пощенска служба е основана през 1571 г. за нуждите на ордена на хоспиталиерите (предшествениците на Суверенния Малтийски орден) в Малта (1530 – 1798). Тя поддържа връзката между Малта и другите клонове на Ордена в Европа. От 1612 г. тази служба става достъпна за населението на Малта, а към средата на 18 век количеството на кореспонденции се увеличава неколкократно, което довежда до увеличение на пощенската тарифа. През 1834 г. Орденът се установява в Рим.
Съвременната история на пощите на Малтийския орден започва на 20 май 1966 година, когато е учредена неговата пощенска администрация – Poste Magistrali.

## Признаване по света
В днешно време Суверенният Малтийски орден е сключил редица други пощенски договори. Марките на Малтийския орден се признават в 64 държави по света, като Италия ги признава наред с тези на Светия престол и тези на Сан Марино. Въпреки това Всемирния пощенски съюз не признава марките на Ордена.
- Австрия
- Аржентина
- Беларус
- Бенин
- Боливия
- България
- Буркина Фасо
- Ватикан
- Унгария
- Габон
- Гвинея
- Гвинея Бисау
- Хондурас
- Грузия
- Демократична Република Конго
- Доминиканска република
- Италия
- Кабо Верде
- Камерун
- Канада
- Коморски острови
- Коста Рика
- Кот д'Ивоар
- Куба
- Либерия
- Ливан
- Литва
- Мадагаскар
- Мали
- Монголия
- Нигер
- Никарагуа
- Панама
- Парагвай
- Полша
- Португалия
- Република Конго
- Салвадор
- Сан Марино
- Сао Томе и Принсипи
- Сейшелски острови
- Сенегал
- Словакия
- Словения
- Сомали
- Сиера Леоне
- Того
- Уругвай
- Хърватия
- Централноафриканска република
- Чад
- Черна гора
- Чехия
- Чили
- Еквадор